# Singende Engel
Singende Engel ist ein österreichischer Spielfilm aus dem Jahre 1947 von Gustav Ucicky mit Käthe Dorsch, Hans Holt, Gustav Waldau und den Wiener Sängerknaben in den Hauptrollen.

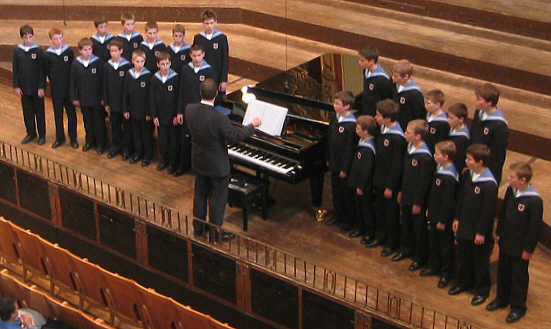
Die Wiener Sängerknaben heute

## Handlung
Wien, zu Beginn des 19. Jahrhunderts. Der alte Joseph Haydn erzählt seinem Kollegen und einstigen Mozart-Rivalen Salieri rückblickend davon, wie im vorhergehenden Jahrhundert die die Wiener Sängerknaben, genannt die „Singenden Engel“, ins Leben gerufen wurden. Dabei hatte der junge Gründungsvater und Musiklehrer Johann Michael Holzer allerlei Schwierigkeiten zu überwinden. Mit tatkräftiger Unterstützung Haydns und der damaligen Kaiserin des Heiligen Römischen Reichs deutscher Nation gelang ihm jedoch aus den besten jungen Gesangstalenten unter Wiens Buben eine stimmgewaltige Gesangstruppe zu formen, der auch der ganz junge Franz Schubert, später wie Haydn ein Gigant österreichischer Musikkomposition, angehörte. Dies war der Beginn eines musikalischen Siegeszugs sondergleichen des legendären Knabenchors. 

## Produktionsnotizen
Singende Engel entstand, nachdem der von den alliierten Militärbehörden 1945 aufgrund seiner Arbeit an dem nazistischen Hetzfilm Heimkehr zunächst mit Regieverbot belegte Ucicky infolge einer Empfehlung des Ehrenrats des politischen Untersuchungsausschusses (März 1947) wieder seine Arbeitserlaubnis zurückerhielt, „da man auf sein Können als Regisseur nicht verzichten wollte.“ Der Film wurde am 19. Dezember 1947 in vier Wiener Kinos uraufgeführt, die Deutschlandpremiere war am 23. September 1949 in Krefeld. In Berlin konnte man den Film erstmals am 28. Oktober 1949 sehen.
Karl Ehrlich übernahm die Produktionsleitung. Otto Niedermoser gestaltete die Filmbauten. Albert Leo Bei zeichnete für die Kostüme verantwortlich. Alfred Norkus sorgte für den Ton. Es wurden musikalische Vorlagen von Joseph Haydn, Wolfgang Amadeus Mozart, Ludwig van Beethoven, Michael Haydn und Franz Schubert verwendet.

## Kritiken
In ORF III, Kultur und Information, heißt es: „Haydn, Schubert und die Wiener Sängerknaben dienen als Botschafter der „Kulturnation Österreich“. Der zerstörte Stephansdom erscheint als ein Symbol der verletzten „österreichischen Seele“.“
Im Lexikon des Internationalen Films ist zu lesen: „Musikalisch ansprechend, von den Kindern frisch gespielt, sonst betulich und konventionell.“